# Keep of Kalessin
Keep of Kalessin — норвежская мелодик блэк-метал-группа образованная в 1993 году.

## История
Музыкальный коллектив Keep of Kalessin был образован в 1993 году двумя музыкантами Ghash и Obsidian Claw и первоначально носил название Ildskjaer. Немногим позже к ним присоединились Vyl и Warach. В качестве музыкального направления был избран блэк-метал, а лирическую составляющую составило литературное наследие Урсулы Ле Гуин о мире Земноморья. Осенью 1996 года группа записала свой дебютный музыкальный материал в виде демо-ленты под названием Skygger av Sorg. Хоть качество записи оставляло желать лучшего, а само демо распространилось лишь среди около 10 различных лейблов и изданий группе удалось заключить договор с таким известным лейблом как Avantgarde Music. А летом 1997 года в студии Brygga в родном Тронхейме был записан дебютный полноформатный альбом Through Times of War.
Следующий альбом увидел свет лишь через два года и получил название Agnen: A Journey Through the Dark. На этом альбоме группа несколько отошла от стилистики блэк-метала, добавив в свою музыку элементы дэт- и трэш-метала. Также коллектив записал кавер-версию композиции «Buried by Time and Dust» группы Mayhem для трибьют-альбома последним Originators of the Northern Darkness. В 2000 году с группой происходят серьёзные внутренние изменения: фактически единственным её участником становится Obsidian Claw. Однако он не прекратил музыкальную деятельность и, попутно поиску новых музыкантов, потихоньку писал новый материал. Вскоре Obsidian Claw становится концертным участником группы Satyricon, ударник которых, услышав имеющийся у Obsidian Claw материал, согласился поучаствовать в записи. Таким образом появился мини-альбом Reclaim, где помимо Фроста принял участие Аттила Чихар из Mayhem.
Звёздный, но, тем не менее, временный состав группы обратил на себя внимание, в связи с чем группа быстро стала известной. От организаторов концертов последовали предложения о выступлениях, в группу вернулся старый ударник, пришли новый басист и вокалист. Новым составом группа начинает готовить полноформатный альбом, который вышел 3 апреля 2006 года на лейбле Tabu Recordings и носил эпический в музыкальном и концептуальный в лирическом плане характер. Также в 2006 году коллектив отправляется в своё первое турне по Европе, выступая вместе с Satyricon и Carpathian Forest.
В декабре 2009 года Keep of Kalessin подали заявку на участие в конкурсе «Евровидение-2010», планируя представить Норвегию песней «The Dragon Tower».
Конечно, некоторые тут же начнут вопить, что мы продались и скурвились, но так обычно говорят музыканты, по вечерам лабающие в андеграундных бандах, а днём продающие хот-доги в киосках быстрого питания. И на мой взгляд, продавать хот-доги гораздо попсовее, нежели играть свою музыку на «Евровидении».Obsidian C

## Состав
- Obsidian Claw — гитара, клавишные, вокал и бэк-вокал[4]
- Wizziac — бас-гитара и бэк-вокал[5]
- Vyl — ударные и гитара[6]

## Дискография
Студийные альбомы
- 1997 — Through Times of War
- 1999 — Agnen: A Journey Through the Dark
- 2006 — Armada
- 2008 — Kolossus
- 2010 — Reptilian
- 2015 — Epistemology

Мини-альбомы
- 2003 — Reclaim
- 2013 — Introspection
- 2016 — Heaven of Sin

Демо
- 1997 — Skygger av Sorg